# Joachim Estrade
Pour les articles homonymes, voir Estrade (homonymie).
Joachim Estrade, né à Beyrède-Jumet, le 9 janvier 1857 et mort à Carcassonne le 12 février 1936, est un ingénieur français connu pour ses réalisations dans le domaine de l'électricité.

## Biographie
Né dans les Hautes-Pyrénées, il arrive avec ses parents à Caunes-Minervois (Aude) vers 1870.
Après des études d'ingénieurs suivies à l'École des Arts et Métiers (entré en 1873 au centre d'Aix-en-Provence), Joachim Estrade dirige la construction de la ligne de chemin de fer de Carcassonne à Quillan. C'est là que dès 1887-1891, il construit une petite centrale pour l'éclairage de la ville de Quillan. 
Quittant l'administration, il fonde, à l'âge de 24 ans, la Société méridionale de transport de force (SMTF) et se lance dans la production et la distribution de l'électricité dans le Midi. Pour alimenter Carcassonne et Narbonne, il crée dans les gorges de l'Aude à Axat l'usine de hydroélectrique de Saint-Georges, inaugurée le 25 décembre 1900, et la plus longue ligne à haute tension du monde, entre cette usine et le village de Fabrezan situé à 68 km. De là, le courant est redistribué vers Carcassonne, Narbonne et alimente dès 1901, plus de 100 communes de l'Aude grâce à 500 km de lignes. Quelques années plus tard, en 1907, plus de 200 communes du département de l'Aude sont électrifiées.
Pour répondre à la demande croissance en électricité, il crée plusieurs autres usines dans la Haute vallée de l'Aude en amont de l'usine de Saint-Georges : Gesse (1914), Escouloubre (1921), Carcanet (1931) et Usson, alimentés par le barrage de Puyvalador mis en service en 1932. A sa mort en 1936, le réseau dessert 400 000 habitants dans 425 communes de l'Aude et des Pyrénées-Orientales.
Parmi ses inventions techniques, citons le "poteau noir Estrade", en bois rendu imputrescible par imprégnation de créosote, encore utilisé de nos jours, et le "basculateur" limitant le débit et permettant la vente à forfait.

Basculateur magnétique
Vue latérale. Coll. J.-P. Guittonneau.
Vue de dessus.

Grâce à des capitaux régionaux, il crée des filiales de la SMTF dans la distribution de gaz et d'électricité, dans la fabrication des ampoules. Il s'intéresse aussi aux questions agricoles, notamment en participant à la création de la Confédération générale des vignerons du Midi (1907) et à la Caisse régionale du crédit agricole dont il est l'un des premiers administrateurs en 1914. Il soutient la création d'une coopérative fromagère à Saissac et contribue à créer le Frigorifique de Nissan pour écouler la surproduction viticole en fabricant du jus de raisin. Il crée enfin, en 1920, la Société d'Électro-Motoculture pour diffuser l'emploi de l'électricité à la ferme.
Élu président de la  Chambre de commerce et d'industrie de Carcassonne-Limoux-Castelnaudary en 1923, il devait le rester jusqu'à sa mort en 1936. Il était également membre de la Société d'études scientifiques de l'Aude de 1894 à 1936.
Il a laissé le souvenir d'un patron social d'avant-garde en créant en 1904 au sein de la SMTF, une caisse de prévoyance et d'assurance, puis de congés payés et des aides pour les études des enfants de ses employés.
Il est inhumé dans son village de Caunes-Minervois.

## Décoration
- Officier de la Légion d'honneur (1928)

## Hommage
- Un monument a été élevé à la mémoire de Joachim Estrade à Puyvalador. Il est inauguré le 9 juillet 1938[4] par Albert Sarraut, président du conseil général de l'Aude et ministre de l'Intérieur[5]. Ce monument comprend un buste de bronze réalisé par l'artiste Paul Ducuing, ami commun de Sarraut et Estrade.